# Matemática babilônica

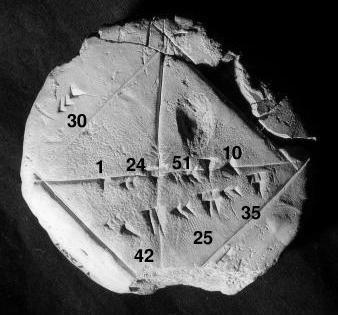
Tabuleta de argila babilônica com inscrições. A diagonal mostra uma aproximação da raiz quadrada de 2, com seis casas decimais.
1 + 24/60 + 51/60^{2} + 10/60^{3} = 1.41421296...

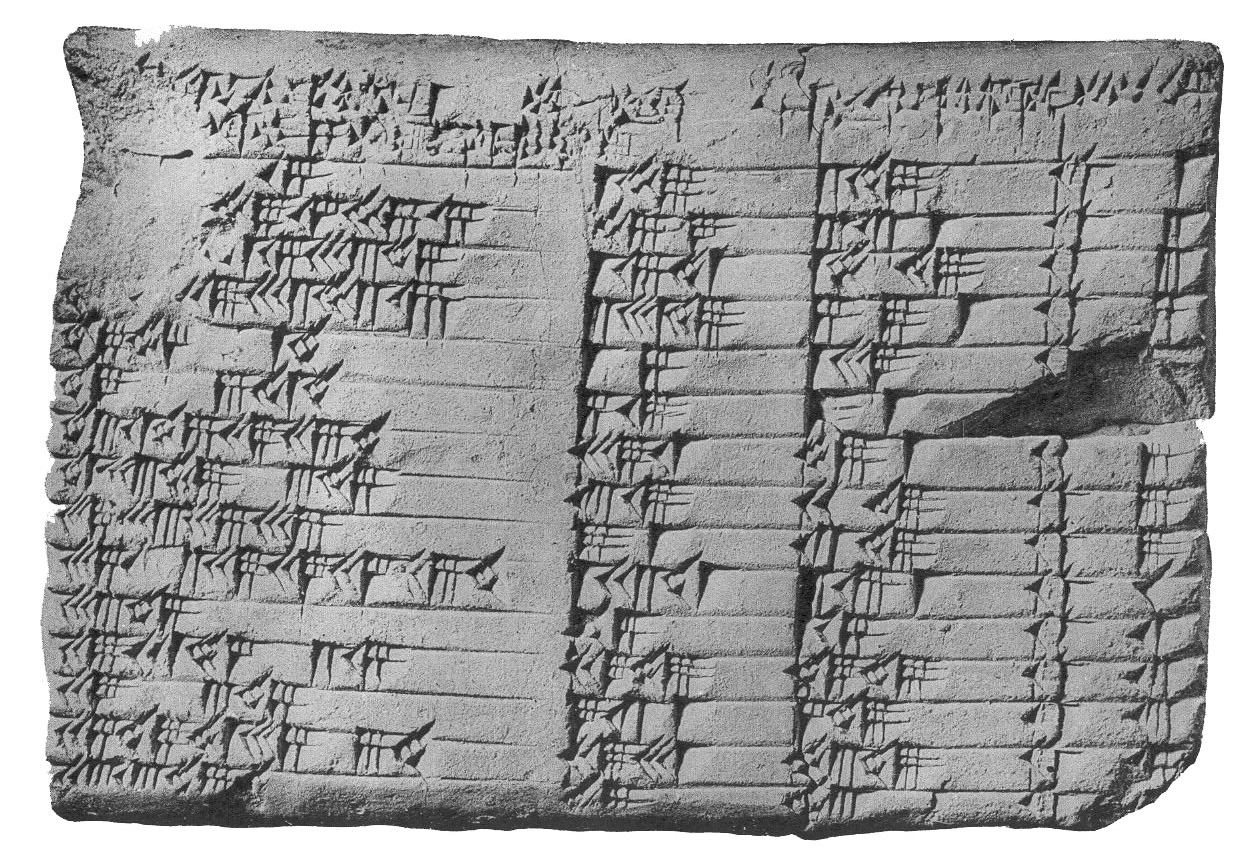
A tabuleta Plimpton 322.

Matemática Babilônica (também conhecido como Matemática Assírio-Babilônica) se refere a qualquer forma de matemática desenvolvida pelos povos da Mesopotâmia, desde os dias dos antigos Sumérios até a queda da Babilônia em 539 a.C. Os textos matemáticos da Mesopotâmia são abundantes e bem documentados. Em respeito a ordem cronológica eles são divididos em dois grupos: uma da Primeira dinastia babilônica (1830-1531 a.C.), e a segunda principalmente vai até o período do Império Selêucida nos últimos três ou quatro séculos a.C. Em relação ao conteúdo, há apenas pequenas diferenças entre os dois grupos de textos. Assim a matemática Babilônica se mantém constante, em seu conteúdo por cerca de dois milénios. Em contraste com a escassez de fontes da Matemática Egípcia, o conhecimento sobre a matemática Babilônica é derivado de 400 tábuas de argila, desenterrados desde meados do séc XIX. Gravadas em escrita cuneiforme, as tábuas eram escritas quando a argila ainda estava úmida, e depois cozinhadas em fornos ou sob o calor do sol. A maioria das tábuas de argila datam de 1800 até 1600 a.C, e cobre tópicos a quais incluem frações, álgebra, equações quadráticas e equações cúbicas além do teorema de Pitágoras. 

## Numeração Posicional
Nosso sistema de numeração é um exemplo de sistema de numeração posicional. Para tais sistemas devemos escolher uma base b, adotam-se 0,1,2,..., b-1 para os dígitos, assim qualquer número N pode ser escrito de maneira única. Os babilônios antigos desenvolveram um sistema sexagesimal que empregava o princípio posicional. O sistema de numeração babilônico é, porém, misto pois embora os números superiores a 60 fossem escritos de acordo com o princípio posicional, os 60 números do grupo básico eram escritos nos moldes de um sistema de agrupamento simples decimal. A princípio eles não tinham um modo claro de indicar a opção "vazia" ou nula, que conhecemos hoje como o zero, as vezes deixavam de fato um espaço vazio o que gerava muita ambiguidade, por exemplo a escrita dos números 122 e 7202 eram muito parecidas pois 122= 2(6) + 2 e 7202= 2(60)² + 2. Ao tempo da conquista por Alexandre, o Grande, um símbolo especial foi criado, consistindo em duas cunhas colocadas obliquamente, para marcar o lugar onde um numeral faltasse, assim dava pra distinguir claramente o 122 do 7202. Porém o símbolo babilônico do zero não terminou com toda a ambiguidade presente no sistema, pois era usado apenas para posições intermediárias, o mesmo símbolo que representava 2(60)² + 2 poderia representar 2(60)³ + 2 e uma infinita quantidade de números em que apareçam só duas posições sucessivas com dois.

## Geometria
A geometria babilônica se relaciona intimamente com a mensuração pratica, de exemplos práticos encontrados nas tábuas interfere-se que deviam estar familiarizados com a área do triângulo retângulo e do triângulo isósceles (talvez a do triângulo genérico), área do trapézio retângulo, volume do paralelepípedo retângulo e do volume do prisma reto de base trapezoidal. Consideravam uma circunferência como o triplo do seu diâmetro e a área do circulo como um duodécimo da área do quadrado de lado igual a circunferência respectiva (regras corretas para uma aproximação de π=3) e assim obtinham o valor do volume do cilindro circular reto. A principal marca da geometria babilônica é seu caráter algébrico, tem problemas que dizem respeito a uma transversal paralela a um lado de um triângulo retângulo e que levam a equações quadráticas, tem outros que levam a sistemas de equações simultâneas, um deles formado por dez equações com dez incógnitas. Uma tábua em Yale, datada de 1600 a.C. na qual aparece uma equação cúbica geral na discussão de volumes de troncos de uma pirâmide, como consequência da eliminação do z num sistema de equações do tipo:
z(x² + y²) = A,               z = ay + b,              x = c

## Álgebra
Por volta de 2000 a.C. a aritmética babilônica já havia evoluído para uma álgebra bem desenvolvida, já se resolviam equações quadráticas tanto pelo método de substituição numa fórmula geral tanto pelo método de completar quadrados, já se discutiam algumas cúbicas e também biquadradas. Também foram encontrados problema interessantes sobre sequências numa tábua no Louvre datando pôr volta de 300 a.C., um afirma que:
1 + 2 + 2² + 2³ + ... + 2⁹ = 2⁹ + 2⁹ - 1
e outro diz que:
1² + 2² + 3² + ... + 10² = [1(1/3) + 10(2/3)]55 =385
Os babilônios também deram aproximações interessantes, como de {\displaystyle {\sqrt {2}}} = 1 + 24/60 + 51/60² + 10/60³ = 1,4142155 e de {\displaystyle 1/{\sqrt {2}}} = 17/24.  

## Plimpton 322
O nome indica uma tábula da coleção G.A. Plimpton da Universidade de Colúmbia, catalogada pelo número 322, datada de aproximadamente 1900-1600 a.C., a figura mostra boa parte da tábula, infelizmente um pedaço foi perdido. A tábula contém três colunas praticamente completa de caracteres, há uma quarta linha incompleta do lado quebrado da tábula, os números correspondentes dessas colunas, com quatro exceções correspondem a hipotenusa e cateto de triângulos retângulos, as exceções estão destacadas em negrito na tabela a seguir e entre parênteses o que se acredita ser o registro correto, ficara sublinhado os números que foram preenchidos pois havia uma lacuna no local. 
| 119         | 169           | 1  |
| 3367        | 115221 (4825) | 2  |
| 4601        | 6649          | 3  |
| 12709       | 18541         | 4  |
| 65          | 97            | 5  |
| 319         | 481           | 6  |
| 2291        | 3541          | 7  |
| 799         | 1249          | 8  |
| 541 (481)   | 769           | 9  |
| 4961        | 8161          | 10 |
| 45          | 75            | 11 |
| 1679        | 2929          | 12 |
| 25921 (161) | 289           | 13 |
| 1771        | 3229          | 14 |
| 56          | 53 (106)      | 15 |

A coluna da extrema direita serve apenas para numerar as linhas, quanto as exceções, é difícil de explicar a da segunda linha, mas as outras são simples. Na linha nove 481 e 541 aparecem como (8,1) e (9,1) no sistema sexagesimal, e o erro pode ter sido um mero lapso. Na linha treze é o dobro do valor correto. Na linha quinze é a metade do valor correto.  